# Demokratski socijalizam
Demokratski socijalizam je politička filozofija koja zagovara kao krajnji cilj demokratsko nadilaženje gospodarskog kapitalizma i uspostavljanje društveno-gospodarskog sustava temeljenog na izravnoj demokraciji u politici i ekonomiji, te na demokratski planiranoj proizvodnji. U pitanju je, dakle, sustav proizvodnje i raspodjele koji bi bio u skladu s potrebama svake pojedinke i svakog pojedinca, te društva kao cjeline, i koji bi uzimao u obzir nosive kapacitete i uvjete obnove okoliša.
Pristaše ovakve političke filozofije demokratski socijalizam ne vide kao utopijsko društveno stanje u neodređenoj budućnosti, nego kao proces nadilaženja kapitalizma demokratskim sredstvima, koji slijedi višestoljetnu tradiciju emancipatorskih borbi radnika, poljoprivrednika, žena, manjina i starosjedilaca. To demokratsko nadilaženje gospodarskog kapitalizma se odvija:
- Na političkoj razini oblikovanjem i uvođenjem novih oblika suradnje zajednice u suodlučivanju o javnim pitanjima, kao što su participativni proračun, izravna demokracija na lokalnoj razini (s građanskim skupovima i javnim skupštinama) i zamjena predstavničkog sustava izravnim sudjelovanjem u suodlučivanju i predstavničkim sustavom;
- Na mikrogospodarskoj razini uvođenjem oblika ekonomske izravne demokracije, kao što su zajedničko vlasništvo zaposlenih, suodlučivanje i samoupravljanje, te zadružništvo;
- Na makrogospodarskoj razini ukidanjem tržišta i konkurencije kao društvenih mehanizama koji u kapitalizmu prouzrokuju stalne krize i uspostavljanjem alternativnih načina koordinacije proizvodnje i raspodjele dobara kao što su suradnja između proizvodnih jedinica umjesto konkurencije i demokratsko planiranje umjesto ”slijepe” tržišne proizvodnje;
- U odnosu prema okolišu planiranjem obujma gospodarstva u skladu s nosećim i obnovljivim sposobnostima okoliša, te održivim i stabilnim gospodarskim rastom temeljenim na preraspodjeli već postojećeg bogatstva i istovremenom uvođenju ekološki prihvatljivih tehnologija; za to treba na globalnoj razini osigurati jednakopravan pristup svake pojedinke i svakog pojedinca vodi za piće, obradivom zemljištu i drugim prirodnim resursima koji omogućuju pristojan život;
- U odnosu prema klasnim i pitanjima identiteta ukidanjem kako klasnih razlika između rada i kapitala tako i svih drugih oblika nejednakosti i podređenosti na društvenoj razini, naročito diskriminacije na osnovi rase, spola, seksualne orijentacije, nacionalne ili etničke pripadnosti, svjetonazora i hendikepa.

Pristaše ove političke filozofije su svijesne da ova politika ne može opstati u samo jednoj državi i zauzimaju se za internacionalizam. Zauzimaju se za nadilaženje svjetskog kapitalizma, te se stoga nadovezuju na emancipatorske pokrete i stranke iz cijelog svijeta. Borba se pozicionira u svjetski antikapitalistički pokret, kojega čine različiti radnički i sindikalni pokreti, te demokratsko-ljevičarske stranke, organizacije i pojedinci.
Emancipatorski pokreti za promjenu sustava se organiziraju na dva načina. S jedne strane organizuju se kao stranke koje žele dobiti demokratsku političku moć i djelovati kao protusustavski režim, a s druge strane kao pokreti koji se bore za promjenu sustava bez želje za preuzimanjem političke vlasti. Idealna pozicija je jednakovrijedno udruživanje obje protusustavske strategije za dostizanje istog cilja: onih koji djeluju odozdo, i mijenjaju dosadašnje društvene odnose, i onih koji u formalnom političkom prostoru mijenjaju politike odozgo.
Termin "demokratski socijalizam" koristi se i kao sinonim za "socijalizam", ali se pridjev "demokratski" koristi za razlikovanje demokratskih socijalista od boljševizma i marksističko-lenjinističkog modela izgradnje socijalizma, koji se smatra nedemokratskim i autoritarnim, te iskrivljenjem plemenite ideje socijalne pravde.